# فيليب برايس
فيليب برايس (بالإنجليزية: Phillip Price)‏ هو لاعب غولف بريطاني، ولد في 21 أكتوبر 1966 في Pontypridd ‏ في المملكة المتحدة.

## وصلات خارجية
- فيليب برايس على موقع رابطة لاعبي الغولف المحترفين (الإنجليزية)
- فيليب برايس على موقع رابطة أوروبا للاعبي الغولف المحترفين (الإنجليزية)
- فيليب برايس على موقع التصنيف العالمي الرسمي للغولف (الإنجليزية)